# Hypoponera trigona
Hypoponera trigona es una especie de hormiga del género Hypoponera, subfamilia Ponerinae. 

## Distribución
Esta especie se encuentra en Bolivia, Brasil, Costa Rica, Guatemala, México, Panamá y Paraguay.